# Ferdinand Kaindl
Ferdinand Kaindl (* 1901; Todesdatum unbekannt) war ein österreichischer Sprinter.
Bei den Olympischen Spielen 1924 in Paris schied er über 100 m im Vorlauf aus.
1925 wurde er Österreichischer Meister über 100 m. Seine persönliche Bestzeit über diese Distanz von 11,0 s stellte er 1924 auf.